# Macintosh Performa 550
Le Macintosh Performa 550 était identique au Macintosh LC 520, à part un processeur cadencé à 33 MHz contre 25 MHz. Il embarquait un large disque dur de 160 Mo en standard ainsi qu'un lecteur CD-ROM. Lancé en octobre 1993 au prix de 2 000 $, il fut commercialisé jusqu'en avril 1996. À partir de janvier 1994, Apple vendit aussi un Performa 560 pour 2 500 $, dont la seule différence est qu'il était fourni avec une suite logicielle business et non familiale.
Il fut aussi commercialisé pour le marché de l'éducation sous le nom de Macintosh LC 550 entre février 1994 et mars 1995, pour un prix de 1 200 $.

## Caractéristiques
- processeur : Motorola 68030 24/32 bit cadencé à 33 MHz
- FPU : Motorola 68882 optionnel
- bus système 32 bit à 33 MHz
- mémoire morte : 1 Mio
- mémoire vive : 4 Mio, extensible à 36 Mio
- 0,5 Kio de mémoire cache de niveau 1
- disque dur SCSI de 160 Mo
- lecteur de disquette « SuperDrive » 1,44 Mo 3,5"
- lecteur CD-ROM 2x
- mémoire vidéo : 512 Kio de type VRAM, extensible à 768 Kio
- résolutions supportées :
  - 640 × 480 en 8 bits (16 bits avec 768 Kio de VRAM)
- slots d'extension :
  - 1 slot LC PDS
  - 1 connecteur mémoire SIMM 72 broches (vitesse minimale : 80 ns)
  - 1 connecteur VRAM supplémentaire
- connectique :
  - 1 port SCSI (DB-25)
  - 2 ports série (Mini Din-8)
  - 2 ports ADB
  - sortie audio : stéréo 8 bit
  - entrée audio : mono 8 bit
- microphone mono intégré
- haut-parleur stéréo intégré
- dimensions : 45,5 × 34,3 × 41,9 cm
- poids : 18,4 kg
- alimentation : 40 W
- systèmes supportés : Système 7.1 à 7.6.1